# Icke-territoriella församlingar
En icke-territoriell församling eller exterritoriell församling är, i motsats till en territoriell församling, bildad oberoende av medlemmarnas geografiska förankring. Inom Svenska kyrkan har det funnits många församlingar av detta slag, men numera finns endast fem kvar. Inom många frikyrkor och andra samfund är det vanligt att församlingarna är icke-territoriella.

## Icke-territoriella församlingar inomSvenska kyrkan
Inom Svenska kyrkan har det under lång tid funnits icke-territoriella församlingar vilka har omfattat: 
- militärförsamlingar
- nationella församlingar (för personer av en vissa icke‐svenska etniciteter, ”nationaliteter”)
- Hovförsamlingen
- lappförsamlingar

En militär församling utgjordes av tjänstgörande militära förband eller flera sådana förband som var förlagda till samma ort. Militärförsamlingar har också kallats garnisonsförsamlingar, även om de inte alltid ingått i en garnison.

De nationella församlingarna (nationella stadsförsamlingarna) var avsedda för icke-svenska nationaliteter och har utgjorts av bland annat tyska församlingar i Stockholm, Göteborg, Malmö, Norrköping, Karlskrona m.fl. städer, samt den finska församlingen i Stockholm. ”Nationell” kan missförstås eftersom ordet på 2000‑talet har fått den allenarådande betydelsen ”landsomfattande”. Att benämningen ”nationell församling” var den gängse framgår av Kungl. Maj:ts proposition 1953: ”Nämnda finska och tyska församlingar plägar benämnas nationella församlingar”.
Lappförsamlingar fanns under perioden 1746–1942 för den samiska befolkningen inom Jämtlands och Dalarnas län (dåvarande Kopparbergs län).
För närvarande (2017) finns det fem icke-territoriella församlingar inom Svenska kyrkan:
- Karlskrona Amiralitetsförsamling
- Tyska Christinae församling i Göteborg
- Tyska S:ta Gertruds församling i Stockholm
- Finska församlingen i Stockholm
- Hovförsamlingen

Villkoren för medlemskap i någon av dessa församlingar finns reglerade i Kyrkoordningen. Även om dessa församlingar definieras som icke-territoriella, så är det endast Hovförsamlingen som helt saknar geografisk begränsning i villkoren för medlemskap.

## Icke-territoriella församlingar inomevangelisk-lutherska kyrkan i Finland
Inom evangelisk-lutherska kyrkan i Finland finns två icke-territoriella församlingar: Rikssvenska Olaus Petri-församlingen samt tyska evangelisk-lutherska församlingen i Finland.

## Kyrkoherde för samer
Prästtjänsten kyrkoherde för samer har kallats ”icke-territoriell”. Tjänsten var dock icke understödd av en församlingsorganisation med kyrkoråd och liknande, och någon särskild församling som omfattade samerna fanns inte.